# Широких Микола Олександрович
Широ́ких Мико́ла Олекса́ндрович (*14 жовтня 1950, село Заутинський Орел, Красногорський район) — диригент, музикант (виконавець на баяні), режисер, Заслужений артист Удмуртської АРСР (1977), Залужений артист РРФСР (1986).
В 1970 році закінчив Іжевське музичне училище по класу баяна (керівник — І. М. Агафонв). В 1975—1990 роках був керівником музичного ансамблю «Італмас». Створив стиль динамічного, віртуозного сценічного оркестрового акомпанементу. В 1990—1995 роках був художнім керівником Удмуртського театру фольклорної пісні «Айкай». З 1995 року — концертмейстер Удмуртської державної філармонії.
За роки діяльності провів багато гастролей за кордон:
- Чехословаччина (1975)
- Фінляндія (1982)
- Німеччина (1986)
- Корея (1987)
- Японія (1988)
- Монголія (1992)
- Швеція (1993, 1994)
- Угорщина (1994, 1995)
- Італія (1995)